# Norma Varden
Norma Varden (* 20. Januar 1898 in London; † 19. Januar 1989 in Santa Barbara, Kalifornien) war eine britische Schauspielerin, die als Nebendarstellerin vor allem komische Matronen oder alte Jungfern im US-amerikanischen Film, Radio und Fernsehen verkörperte.

## Leben
Die Tochter eines pensionierten Schiffskapitäns und seiner deutlich jüngeren Frau wuchs im London der Jahrhundertwende auf. Zunächst trat Norma Varden als Pianistin auf, wechselte aber bald ins Schauspielfach. Sie trat regelmäßig in britischen Kinofilmen der 1920er- und 1930er-Jahre auf, wegen ihrer hochgewachsenen Statur und dem markanten Gesicht allerdings stets nur in Nebenrollen. 1940 unternahm sie mit ihrer inzwischen verwitweten, kränkelnden Mutter eine Reise zur Kur nach Kalifornien und ließ sich dort schließlich nieder. Schon bald etablierte sie sich auch in Hollywood als gefragte Charakterdarstellerin. Sie spielte unter anderem die Frau des vom Taschendieb bestohlenen Engländers im Filmklassiker Casablanca. In folgenden Jahrzehnten sah man Norma Varden besonders im Rollenfach der englischen Lady oder der „komischen Alten“.
An der Seite vieler namhafter Stars spielte Varden unter anderem auch in Filmen von Alfred Hitchcock, Howard Hawks und Billy Wilder, durch die sie auch in Deutschland bekannter wurde. In Der Fremde im Zug (1951) spielte sie eine Dame aus besserer Gesellschaft, die auf einer Party zum Spaß vom Mörder Bruno Anthony (Robert Walker) gewürgt wird; in der Komödie Blondinen bevorzugt (1952) wirft sie als eifersüchtige Ehefrau von Charles Coburn der unschuldigen Marilyn Monroe vor, ihr kostbares Diadem gestohlen zu haben; und in Zeugin der Anklage (1957) verkörperte sie in Rückblenden die vereinsamte Witwe, die einem Mord zum Opfer fällt. Zu ihren späteren Filmrollen zählten die Haushälterin im Musicalfilm Meine Lieder – meine Träume (1965) neben Julie Andrews sowie eine Adelsdame in Doktor Dolittle (1967) mit Rex Harrison. Neben ihrer Filmarbeit trat Varden in zahlreichen amerikanischen Radioshows der 1940er-, 1950er- und 1960er-Jahre und zuletzt vor allem in US-Fernsehserien auf.
1969 beendete sie ihre Karriere. Privat betätigte sich Norma Varden unter anderem für die Schauspielgewerkschaft Screen Actors Guild. Im Januar 1989 verstarb Varden, einen Tag vor ihrem 91. Geburtstag, an Herzversagen.

## Filmografie (Auswahl)
- 1922: The Glorious Adventure
- 1936: The Amazing Quest of Ernest Bliss
- 1937: Feuer über England (Fire Over England)
- 1940: Ihr erster Mann (Waterloo Bridge)
- 1941: Der Weg nach Sansibar (Road to Zanzibar)
- 1942: Casablanca
- 1942: Der Major und das Mädchen (The Major and the Minor)
- 1942: Gefundene Jahre (Random Harvest)
- 1942: Flying with Music
- 1942: Der gläserne Schlüssel (The Glass Key)
- 1943: Gespenster im Schloß (Sherlock Holmes Faces Death)
- 1944: Die weißen Klippen (The White Cliffs of Dover)
- 1944: Kleines Mädchen, großes Herz (National Velvet)
- 1946: Das Vermächtnis (The Green Years)
- 1947: Amber, die große Kurtisane (Forever Amber)
- 1947: Ivy
- 1947: Der Senator war indiskret (The Senator Was Indiscreet)
- 1948: Der Mann mit der Narbe (Hollow Triumph)
- 1948: Geld oder Liebe (Let’s Live a Little)
- 1948: The Amazing Mr. X
- 1949: Der geheime Garten (The Secret Garden)
- 1950: Herz in der Hose (Fancy Pants)
- 1951: Schwester Maria Bonaventura (Thunder on the Hill)
- 1951: Der Fremde im Zug (Strangers on a Train)
- 1951: Der maskierte Kavalier (The Highwayman)
- 1952: Die Legion der Verdammten (Les Misérables)
- 1953: Blondinen bevorzugt (Gentlemen Prefer Blondes)
- 1953: Die Thronfolgerin (Young Bess)
- 1954: Drei Münzen im Brunnen (Three Coins in the Fountain)
- 1954: Elefantenpfad (Elephant Walk)
- 1955: Jupiters Liebling (Jupiter's Darling)
- 1957: Zeugin der Anklage (Witness for the Prosecution)
- 1958: König der Freibeuter (The Buccaneer)
- 1959: Die Madonna mit den zwei Gesichtern (The Miracle)
- 1961: Noch fünf Minuten zu leben (Five Minutes to Live)
- 1962: Abenteuer in Rom (Rome Adventure)
- 1964: Mein Mann, die "First Lady" (Kisses for My President)
- 1965: Meine Lieder – meine Träume (The Sound of Music)
- 1967: Doktor Dolittle
- 1969: Doc (Fernsehfilm)